# 제니 추아시리폰
제니 추아시리폰(Jenny Chuasiriporn, 1977년 7월 9일 ~ )은 미국의 전 프로골퍼이다. 태국계 미국인. 1998년 US 여자 오픈에서 박세리와 맞붙어 준우승했다. 현재는 간호사로 일하고 있다.